# Pomnik Ofiar Getta w Radomiu
Pomnik Ofiar Getta w Radomiu – pomnik upamiętniający tragiczny los mieszkańców radomskiego getta, zlokalizowany na skwerze u zbiegu ulic Anielewicza, Bóżnicznej i Podwalnej.

## Historia i lokalizacja
Pomnik położony jest na terenie dawnej dzielnicy żydowskiej, której historia sięga 1789 roku, kiedy zezwolono Żydom na osiedlanie się na terenie radomskiego Podzamcza. W wyniku realizacji założeń planu regulacyjnego Radomia z 1822 wytyczono nową siatkę ulic wraz z placem, na którym w 1844 roku wybudowano synagogę. Podczas II wojny światowej obszar ten wszedł w skład tzw. dużego getta, jednej z dwóch zamkniętych dzielnic żydowskich utworzonych w Radomiu 3 kwietnia 1941 roku przez niemieckie władze okupacyjne. W latach 1942–1943 Niemcy przeprowadzili likwidację getta. Wówczas wymordowano lub wywieziono do obozów zagłady mieszkańców dzielnicy oraz wyburzono większość jej zabudowy. Sama synagoga została spalona, a w 1945 roku władze miejskie nakazały rozbiórkę wypalonego budynku. Miejsce po bóżnicy pozostawało puste do 1950 roku, kiedy podjęto decyzję o budowie pomnika upamiętniającego ofiary radomskiego getta. Zaprojektowany przez Jakuba Zajdensznira monument odsłonięto 17 sierpnia 1950 roku, w 7. rocznicę likwidacji dzielnicy żydowskiej w Radomiu.

## Opis
Pomnik składa się z obelisku o wysokości 5 metrów, na którego froncie umieszczono postać kobiety symbolizującej Wołanie o sprawiedliwość. Na postumencie znajdują się dwie tablice z tekstem w języku polskim i jidysz:
ŻYDOM RADOMIA 

OFIAROM ZBRODNI 

HITLEROWSKICH 

ראדאמער יידען 

קרבנות פין בארבא 

רישען היטלעריזם 

Do budowy pomnika użyto gruzów ze zburzonej synagogi oraz części połamanych macew z radomskiego kirkutu. Na placu przed pomnikiem ustawiono bazy czterech kolumn pochodzące z dawnej bóżnicy.